# Camp Fire USA

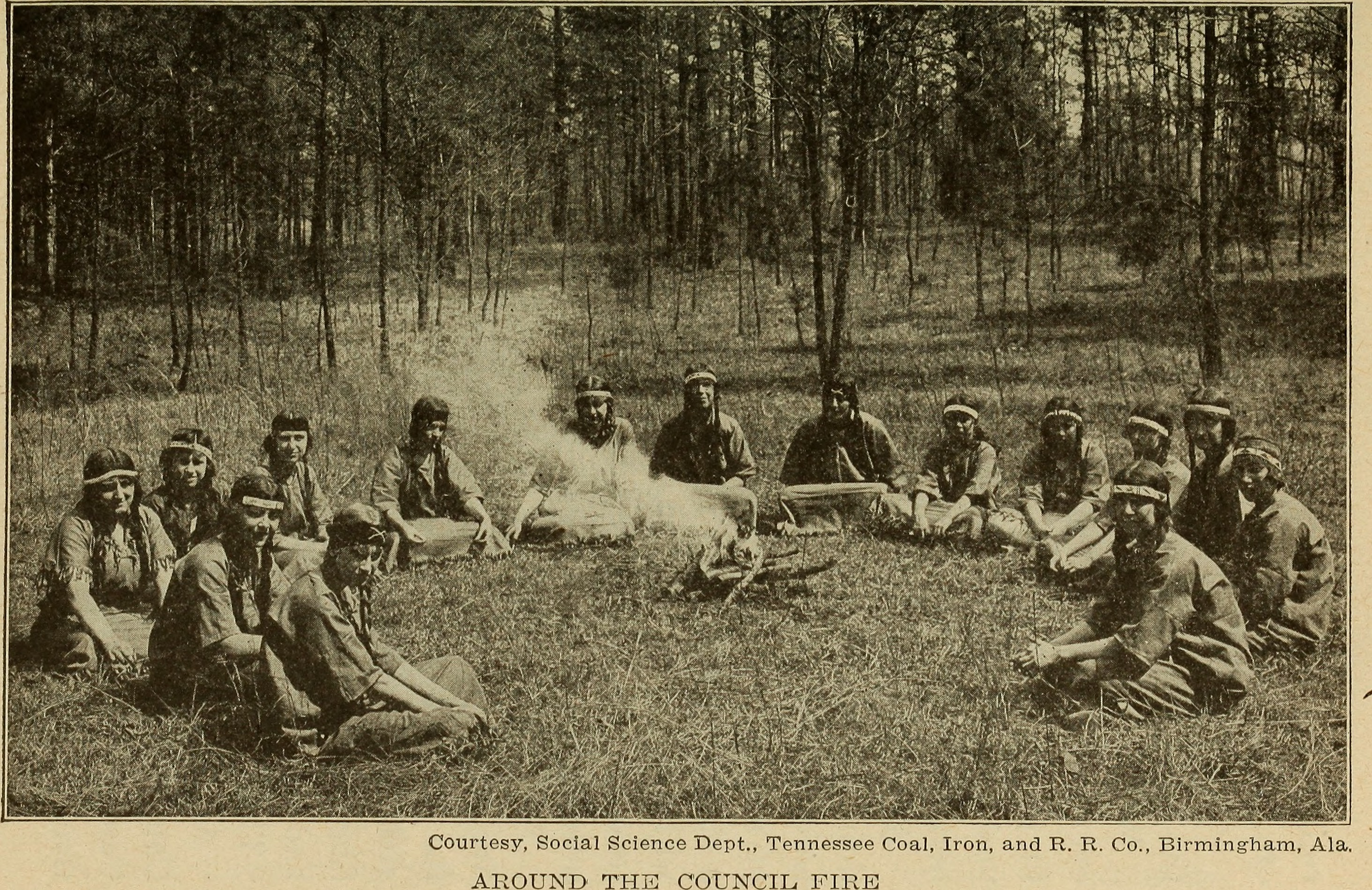
Filles du Camp Fire.

Camp Fire USA, à l'origine créé sous le nom de Camp Fire Girls of America, est un mouvement de jeunesse américain basé à Kansas City dans le Missouri. Première organisation multiculturelle pour les filles en Amérique, elle est devenue mixte en 1975 et accueille des jeunes de la maternelle à 21 ans. Ses programmes mettent l'accent sur le camping et les activités de plein air.
Fondée le 17 mars 1910 à Thetford dans le Vermont par Luther Gulick et son épouse Charlotte Vedder Gulick,  l'organisation a été créée sur le modèle des Boy Scouts of America.